# Преводи Библије на украјински језик
Преводи Библије на украјински језик су преводи библијских текстова са других језика на украјински језик од стране разних црквенослужитеља, филолога и писаца у различитим фазама украјинске историје.

## Историјски аспекти
Јеванђеља су били први библијски текстови који су преведени на украјински језик. Сматра се да је први превод, Пересопницко јеванђеље (1556-1561), направио архимандрит Григориј у волинским манастирима по наруџбини кнегиње Анастасије Заславске. На данашње време, та књига представља украјински национални симбол, на коме, при ступању на дужност, председници Украјине полажу заклетву. Иако украјински научници језик те књиге сматрају староукрајинским, у поговору самог тог Јеванђеља он се назива „мова рускаја”.
У касније доба се датирају Јеванђеља: Тјапинско (1570-1580), Житомирско (1571), Негалевско (1581), Литкивско (1595) и др. Поменути преводи су рађени на основу лутеранских текстова Новог завета од Секлуцијана (1533), Симона Будног (1570) и других. Поједине одломке превео је Јоаникиј Гаљатовски (1688). Креховски апостол је анонимни ауторски превод са католичке Брестовске Библије (после 1563) на тадашњи говорни украјински језик са одликама северног и делимично југозападног дијалекта.
Преводи појединих делова и одломака Библије на народни украјински језик вршени су у првој половини 19. века. 1842. године свештеник Маркијан Шашкевич је превео Јеванђеље по Јовану и неколико поглавља Јеванђеља по Матеју. Касније, 1860-их, делове Библије је на украјински превео Филип Морачевски (Нови завет и Псалтир). Четири јеванђеља из овог превода приредила је посебна комисија Руске православне цркве и објављена су тек 1906-1911. у Москви. Поред делимичних превода Библије Морачевског и Шашкевича, делимичне преводе Библије на украјински су урадили и објавили Јарослав Левицки (1921), Михаил Кравчук (1937), Теодосиј Галушчински (1946) и други.
Комплетан превод Библије на украјински са оригиналних језика започео је 1860. године писац Пантелејмон Кулиш, заједно са научником Иваном Пуљујем (потоњи је заслужан за превод Псалтира). Стари завет су превели са хебрејског, а Нови завет - према грчком тексту Novum Testamentum Graece, Coloniae Agrippinae 1866, typis W.Hassel. Након уништења у пожару њиховог првог превода Библије, наставили су са преводилачким радом и до Кулишове смрти, 1897. године, скоро да су у потпуности завршили превод целе Библије. У време Кулишове смрти 1897. остали су непреведени само мали одломци Старог завета, чији је превод после Кулишове смрти помогао писац Иван Нечуј Левицки. Превео је Књигу о Рути, Прву и другу књигу дневника, Књигу Јездрину, Књигу Немијину, Књигу о Јестири и Књигу пророка Данила. Превод је објављен јануара 1903. у Лондону.
Други потпуни превод Библије на украјински са оригиналних језика начинио је украјински православни митрополит Иларион (Иван Огијенко). У почетном издању превео је 4 јеванђеља док је живео у Галицији (1922-1926), у градовима Виники и Лавову. Стари завет је преведен са хебрејског текста Biblia Hebraica, а Нови завет је преведен са грчког текста Novum Testamentum Graece, који је приредио Ебергард Нестле. Комплетан превод Библије завршен је у лето 1940. Превод је објављен јуна 1962. у Лондону.
Трећи потпуни превод Библије на украјински са оригиналних језика урадио је украјински гркокатолички свештеник Иван Хоменко. Објављен је 1963. године у Риму. Овај превод је Римокатолика црква прихватила за званични католички богослужбени превод на украјинском језику.
Четврти потпуни превод Библије на украјински са оригиналних језика сачинио је украјински гркокатолички свештеник Рафаил Туркоњак. Објављен је 2020. године у Кијеву.
Пети потпуни превод Библије на украјински са оригиналних језика урадио је евангелистички професор библистике Валериј Громов. Превод је објављен 2020. године као двојезично украјинско-руско издање са оригиналних језика.
Осим тога, постоји још 5 комплетних превода Библије на украјински, који нису урађени са оригиналних језика.
Укупно, до 2020. године, урађено је 10 комплетних превода Библије на украјински: 5 са оригиналних језика и 5 са неоригиналних језика.

## Списак комплетних превода
До 2020. године настало је 10 комплетних (који укључују и Стари и Нови завет) превода Библије на украјински језик. То су:
5 превода са оригиналних језика
- превод Пантелејмона Кулиша са хебрејског (Стари завет) и са грчког (Нови завет), први пут објављен у Лондону 1903.
- превод Ивана Огијенка са хебрејског (Стари завет) и са грчког (Нови завет), први пут објављен у Лондону 1962.
- превод Ивана Хоменка са хебрејског и арамејског (Стари завет) и са грчког (Нови завет), први пут штампан у Риму 1963.
- превод Рафаила Туркоњака са хебрејског (Стари завет) и грчког (Нови завет), први пут објављен у Кијеву 2020.
- превод Валерија Громова, објављен 2020.

5 превода који нису са оригиналних језика
- превод митрополита Филарета Денисенка са руског синодалног превода Руске православне цркве, први пут штампан делимично 1988. године (Нови завет) у Кијеву, а у целини 2004. године (Стари и Нови завет) у Кијеву
- превод Рафаила Туркоњака са црквенословенског превода[6], први пут објављен 2006. у Лавову
- превод Рафаила Туркоњака са грчког оригинала (Нови завет) и грчког превода седамдесеторице (Стари завет), први пут објављен 2011. у Кијеву
- превод пентакосталног пастора Александра Гижија са руског синодалног превода Руске православне цркве, штампан 2013. године у Кијеву
- превод Јеховиних сведока са енглеског[7], први пут штампан на украјинском делимично 2005. (Нови завет) и у потпуности (Стари и Нови завет) 2014. године, у Њујорку

## Број књига у различитим преводима
У различитим преводима на украјински је различит број књига због употребе различитих библијских канона, које је применио један или други преводилац током рада. Стога, Библија коју су превели Пантелејмон Кулиш, Иван Огијенко, Александар Гижи и превод „Нови свет” одговара канону протестантских цркава, тј. 66 књига. Библија у преводу Ивана Хоменка одговара канону Римокатоличке цркве, тј. 73 књиге. Библија у преводу Филарета одговара канону Православне Цркве, тј. 77 књига. Библија у преводу Рафаила Туркоњака такође одговара канону Православне цркве, али је Посланица Јеремијина, према католичкој традицији, спојена са Књигом пророка Варуха, због чега је укупан број књига мањи за једну, тј. превод има 76 књига.

## Преводи у изради
Неколико преводилаца тренутно ради на новим преводима Библије на украјински. Конкретно, познато је да протестантски свештеник Константин Буд Гусаим, из Цркве адвентиста седмог дана, од 2013. године припрема свој украјински превод Библије.
Поред тога, неколико преводилаца тренутно ради на новим песничким преводима Библије на украјинском. Конкретно, од 2006. године теолог Валериј Завалко преводи Библију у стиховни препев на украјинском.